# Campionati mondiali juniores di skeleton 2021
I Campionati mondiali juniores di skeleton 2021 sono stati la diciannovesima edizione della rassegna iridata juniores dello skeleton, manifestazione organizzata annualmente dalla Federazione Internazionale di Bob e Skeleton. Si sono disputati il 23 gennaio 2021 a Sankt Moritz, in Svizzera, sulla pista Olympia Bobrun St. Moritz–Celerina, il tracciato sul quale si svolsero le rassegne iridate juniores del 2010 e del 2018. La località elvetica ha quindi ospitato le competizioni mondiali di categoria per la terza volta nel singolo femminile e in quello maschile. 
A partire da questa edizione la competizione ha assegnato separatamente due titoli mondiali juniores: quello classico e quello under 20, riservati ad atlete e atleti al di sotto rispettivamente dei 23 e dei 20 anni di età.
Vincitori dei titoli under 23 sono stati la tedesca Hannah Neise nel singolo femminile e il russo Evgenij Rukosuev in quello maschile, entrambi al loro primo successo nella categoria, con Neise già argento nell'edizione 2018 e Rukosuev vincitore del bronzo sia nel 2017 che nel 2019.

## Risultati

### Singolo donne
La gara è stata disputata il 23 gennaio 2021 nell'arco di due manches e hanno preso parte alla competizione 22 atlete in rappresentanza di 12 differenti nazioni.
Campionessa uscente era la ceca Anna Fernstaedtová, vincitrice delle ultime tre rassegne iridate juniores (di cui la prima gareggiando per la Germania) ma non presente in questa edizione per raggiunti limiti di età; il titolo è stato pertanto vinto dalla tedesca Hannah Neise, già bronzo nella precedente edizione, sopravanzando la connazionale Susanne Kreher, la quale bissò la medaglia d'argento conquistata nel 2020, e la britannica Ashleigh Fay Pittaway, che ripeté il bronzo vinto nel 2019.
| Pos. | Atlete                | Nazione       | 1ª manche | 2ª manche | Totale  | Distacco |
| ---- | --------------------- | ------------- | --------- | --------- | ------- | -------- |
|      | Hannah Neise          | Germania      | 1'11"09   | 1'10"94   | 2'22"03 | –        |
|      | Susanne Kreher        | Germania      | 1'11"25   | 1'11"14   | 2'22"39 | +0"36    |
|      | Ashleigh Fay Pittaway | Gran Bretagna | 1'11"67   | 1'11"16   | 2'22"83 | +0"80    |
| 4    | Anastasija Cyganova   | Russia        | 1'11"33   | 1'11"87   | 2'23"20 | +1"17    |
| 5    | Alina Tararyčenkova   | Russia        | 1'11"62   | 1'11"69   | 2'23"31 | +1"28    |
| 6    | Stefanie Votz         | Germania      | 1'11"87   | 1'11"76   | 2'23"63 | +1"60    |
| 7    | Alessia Crippa        | Italia        | 1'12"15   | 1'12"09   | 2'24"24 | +2"21    |
| 8    | Agathe Bessard        | Francia       | 1'12"51   | 1'11"77   | 2'24"28 | +2"25    |
| 9    | Jill Gander           | Svizzera      | 1'12"27   | 1'12"35   | 2'24"62 | +2"59    |
| 10   | Alessandra Fumagalli  | Italia        | 1'12"51   | 1'12"36   | 2'24"87 | +2"84    |

Nota: in grassetto il miglior tempo di manche.

### Singolo uomini
La gara è stata disputata il 23 gennaio 2021 nell'arco di due manches e hanno preso parte alla competizione 25 atleti in rappresentanza di 13 differenti nazioni.
Campione uscente era il tedesco Felix Keisinger, vincitore delle ultime due rassegne iridate juniores e già bronzo nel 2018, il quale terminò la gara in seconda posizione vincendo la medaglia d'argento; il titolo è stato pertanto vinto dal russo Evgenij Rukosuev, già bronzo nel 2019, sopravanzando Keisinger e l'austriaco Samuel Maier, alla sua prima medaglia mondiale di categoria.
| Pos. | Atleti                  | Nazione       | 1ª manche | 2ª manche | Totale  | Distacco |
| ---- | ----------------------- | ------------- | --------- | --------- | ------- | -------- |
|      | Evgenij Rukosuev        | Russia        | 1'08"67   | 1'07"96   | 2'16"53 | –        |
|      | Felix Keisinger         | Germania      | 1'08"64   | 1'08"11   | 2'16"75 | +0"12    |
|      | Samuel Maier            | Austria       | 1'08"91   | 1'08"43   | 2'17"34 | +0"71    |
| 4    | Amedeo Bagnis           | Italia        | 1'09"13   | 1'08"95   | 2'18"08 | +1"45    |
| 5    | Mihail Sebastian Enache | Romania       | 1'09"46   | 1'08"79   | 2'18"25 | +1"62    |
| 6    | Vladyslav Heraskevyč    | Ucraina       | 1'09"33   | 1'08"99   | 2'18"32 | +1"69    |
| 7    | Cedric Renner           | Germania      | 1'09"77   | 1'08"81   | 2'18"58 | +1"95    |
| 8    | Lukas David Nydegger    | Germania      | 1'09"30   | 1'09"45   | 2'18"75 | +2"12    |
| 9    | Alexander Schlintner    | Austria       | 1'09"91   | 1'09"52   | 2'19"43 | +2"80    |
| 10   | Laurence Bostock        | Gran Bretagna | 1'10"00   | 1'09"87   | 2'19"87 | +3"24    |

Nota: in grassetto il miglior tempo di manche.

## Risultati under 20

### Singolo donne U20
La gara si svolse il 23 gennaio 2021 all'interno della competizione principale; alla categoria under 20 erano iscritte 13 atlete in rappresentanza di 9 differenti nazioni.
| Pos. | Atleti              | Nazione  | 1ª manche | 2ª manche | Totale  | Distacco |
| ---- | ------------------- | -------- | --------- | --------- | ------- | -------- |
|      | Anastasija Cyganova | Russia   | 1'11"33   | 1'11"87   | 2'23"20 | –        |
|      | Stefanie Votz       | Germania | 1'11"87   | 1'11"76   | 2'23"63 | +0"43    |
|      | Jill Gander         | Svizzera | 1'12"27   | 1'12"35   | 2'24"62 | +1"42    |

### Singolo uomini U20
La gara si svolse il 23 gennaio 2021 all'interno della competizione principale; alla categoria under 20 erano iscritti 10 atleti in rappresentanza di 9 differenti nazioni.
| Pos.            | Atleti               | Nazione  | 1ª manche | 2ª manche | Totale  | Distacco |
| --------------- | -------------------- | -------- | --------- | --------- | ------- | -------- |
|                 | Lukas David Nydegger | Germania | 1'09"30   | 1'09"45   | 2'18"75 | –        |
|                 | Livio Summermatter   | Svizzera | 1'10"49   | 1'10"03   | 2'20"52 | +1"77    |
| Elvis Veinbergs | Lettonia             | 1'10"55  | 1'09"97   | 2'20"52   | +1"77   |          |

## Medagliere totale
Il numero di medaglie indicate è la somma di tutte quelle ottenute in entrambe le categorie (under 23 e under 20).
| Pos.   | Nazione       | Oro | Argento | Bronzo | Totale |
| ------ | ------------- | --- | ------- | ------ | ------ |
| 1      | Germania      | 2   | 3       | 0      | 5      |
| 2      | Russia        | 2   | 0       | 0      | 2      |
| 3      | Svizzera      | 0   | 1       | 1      | 2      |
| 4      | Lettonia      | 0   | 1       | 0      | 1      |
| 5      | Austria       | 0   | 0       | 1      | 1      |
| 5      | Gran Bretagna | 0   | 0       | 1      | 1      |
| Totale | Totale        | 4   | 5       | 3      | 12     |